# Francis Leray
Pour les articles homonymes, voir Leray.
Francis Leray (parfois orthographié de manière erronée François Leray, voire François Le Ray), né le 28 juillet 1861 à Redon et mort en août 1927 à Vic-sur-Cère, est un architecte français. Architecte des monuments historiques, expert près les tribunaux et président du conseil d'administration de l'Office public d'habitations à bon marché de Nantes, il réalise les hôtels de ville de Redon et Doulon. 

## Biographie
François Jules Amand Leray est le fils de François Romain Marie Leray (1822-1892), entrepreneur, et de Julie Augustine Saupin. Il est l'oncle d'Henry Leray.
Il effectue ses études au collège de sa ville natale. Ancien élève de l'École des beaux-arts de Paris, il vient se fixer à Nantes dans les années 1890. C'est sous sa présidence qu'ont été édifiées les cités-jardins de la Morrhonnière et du Bois-Hercé à Nantes.
Il dessine, vers 1904, l’hôtel de ville, puis, en 1906, la villa balnéaire Méliva à Pornichet.
Il réalise avec son confrère André Chauvet, un hall d'expédition annexe des usines LU au no 1 de la rue Crucy.

## Fonctions exercées
- Architecte des monuments historiques
- Secrétaire du comité de patronage des habitations à bon marché,
- Membre du comité départemental des bâtiments civils,
- Président de l'une des deux commissions sanitaires de l'arrondissement de Nantes
- Vice-président du comité d'initiative de Nantes
- Architecte de la ville de Nantes de 1907 à 1909

## Décorations
- Chevalier de la Légion d'honneur
- Officier de l'Instruction publique
- Médaille d'or de la Prévoyance sociale en 1924

## Réalisations architecturales
- Église Saint-Michel à Bruc-sur-Aff (1888)
- Maison pompéienne à Nantes (1893), située au no 20 rue Charles-Monselet
- Ancien couvent des Calvairiennes à Redon (1893)
- Rénovation du Grand-Hôtel de France, place Graslin à Nantes (1896)
- Hôtel de ville de Doulon (1898)
- Église Saint-Gentien à Pluherlin (1902)
- Hôtel de ville de Redon (1908)